# Okręg Korpusu Nr VI
Okręg Korpusu Nr VI (OK VI) – okręg wojskowy Wojska Polskiego II RP w latach 1921-1939 z siedzibą dowództwa w garnizonie Lwów.

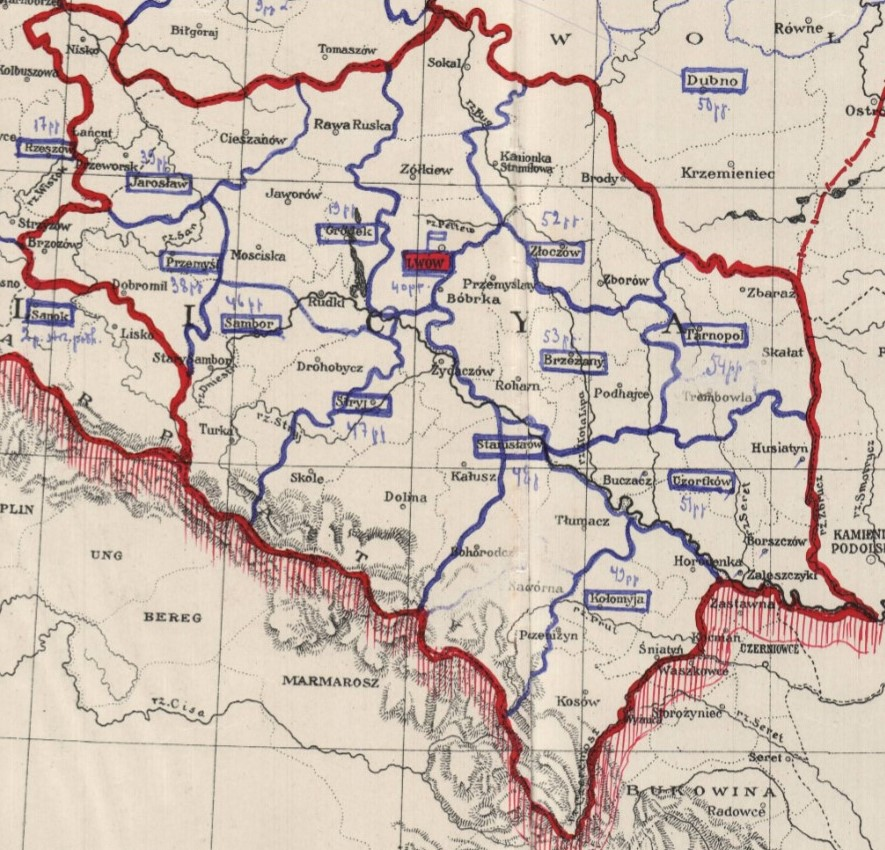
Okręg Generalny Lwów

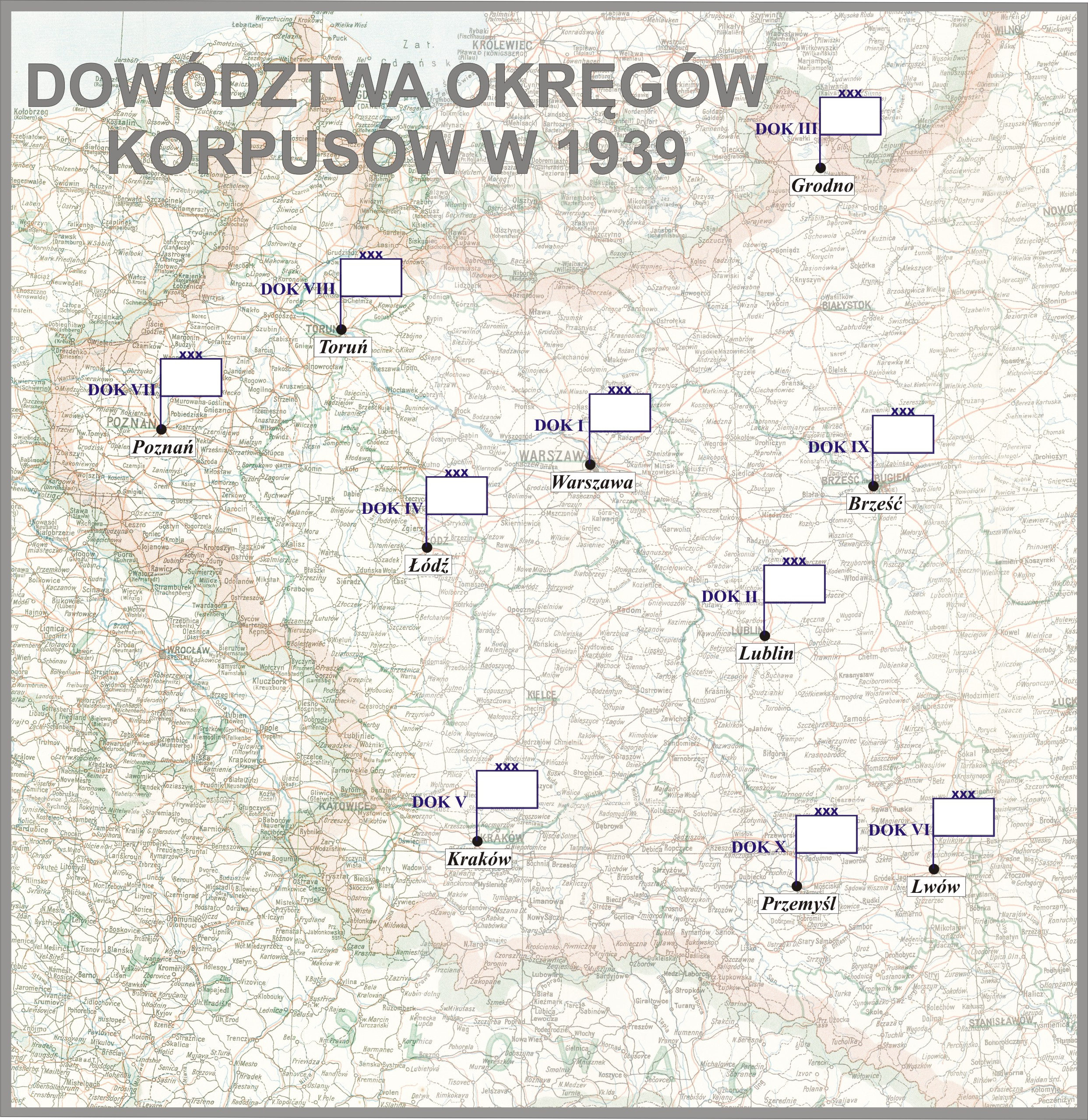
DOK w 1939

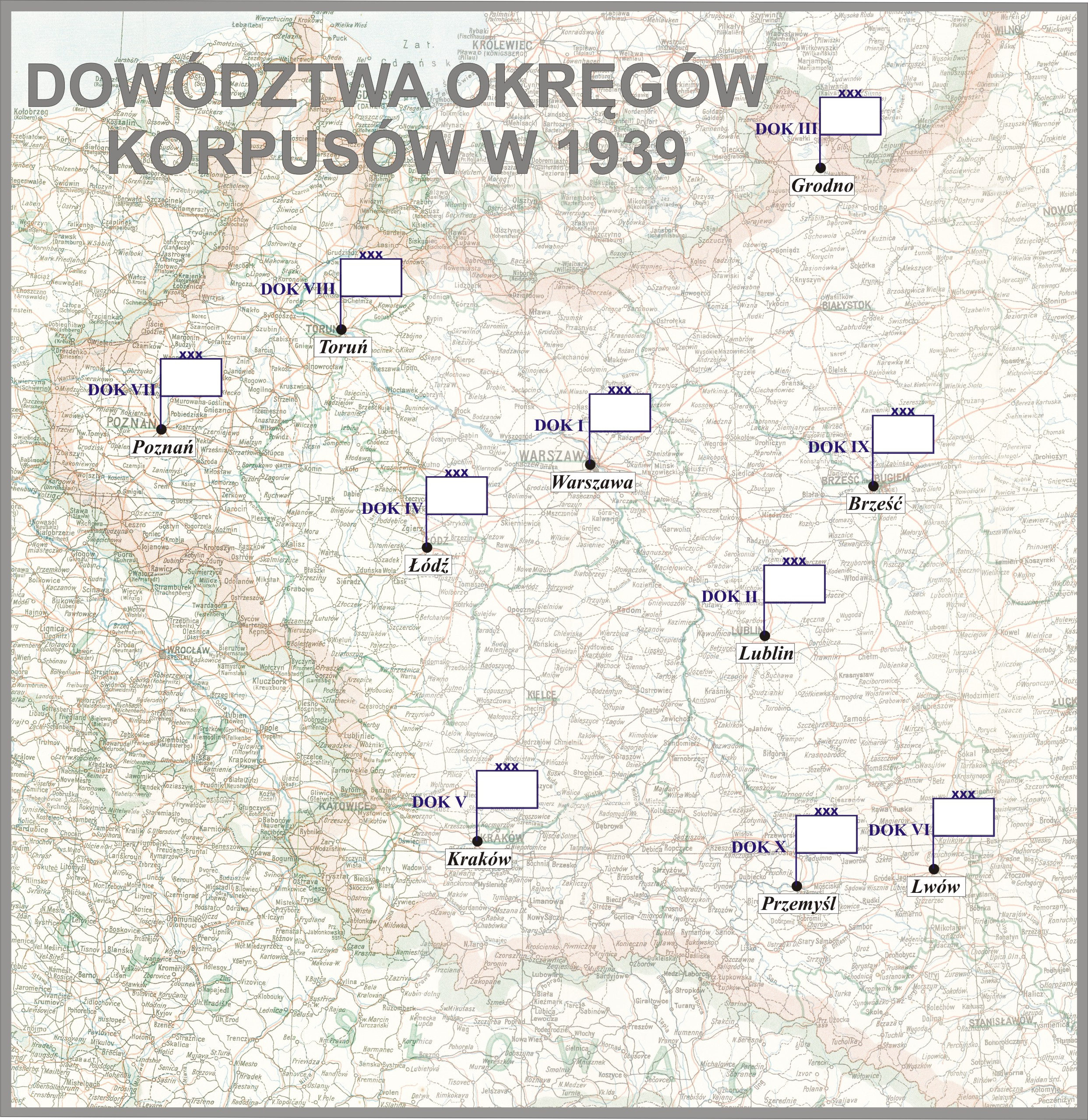
DOK w 1939

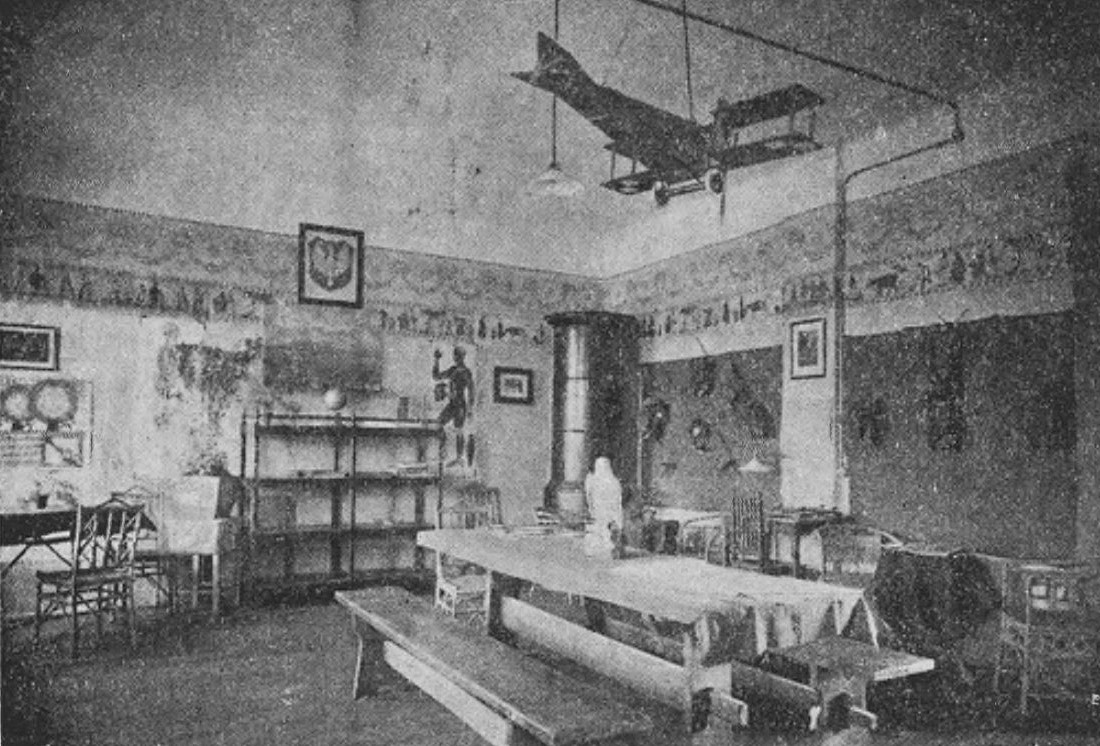
OK VI - świetlica żołnierska we Lwowie

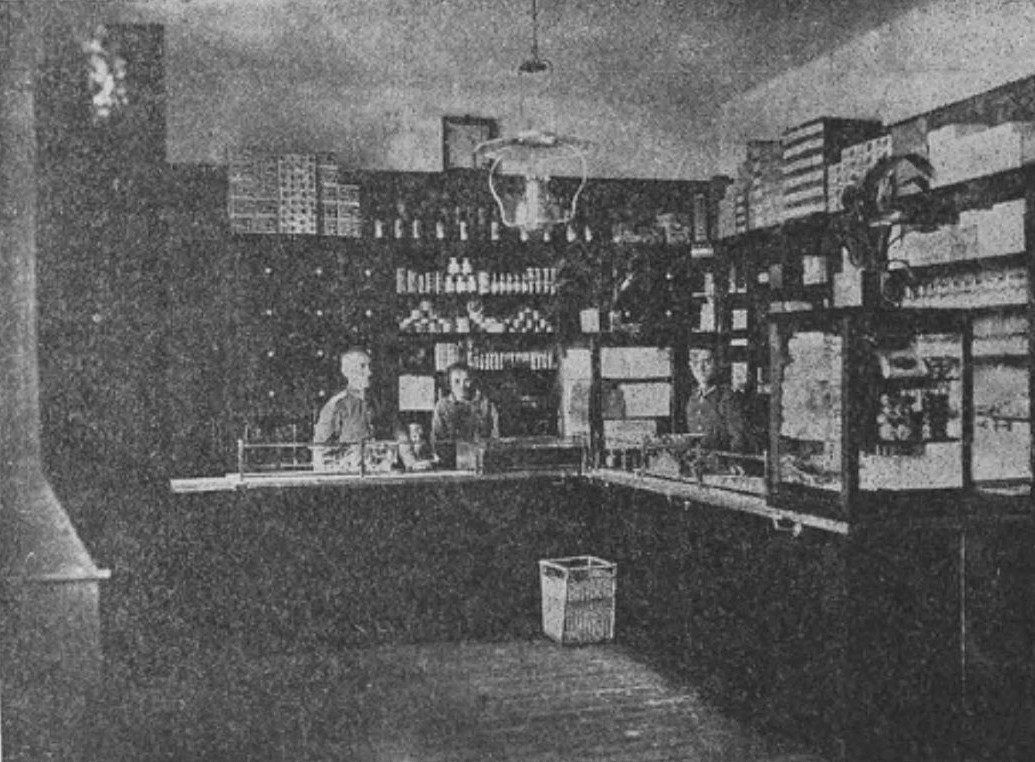
OK VI - spółdzielnia wojskowa we Lwowie

## Zasięg terytorialny okręgu w 1939
W 1939 roku Okręg Korpusu Nr VI obejmował swoim zasięgiem województwo stanisławowskie i województwo tarnopolskie oraz województwo lwowskie z wyjątkiem powiatów: samborskiego i turczańskiego (KRU Sambor), brzozowskiego, krośnieńskiego, leskiego i sanockiego (KRU Sanok), miasta Przemyśla oraz powiatów przemyskiego, dobromilskiego i mościskiego (KRU Przemyśl), drohobyckiego (KRU Drohobycz), jarosławskiego i lubaczowskiego (KRU Jarosław), łańcuckiego i przeworskiego (KRU Łańcut), kolbuszowskiego i rzeszowskiego (KRU Rzeszów), niżańskiego i tarnobrzeskiego (KRU Nisko), które znajdowały się na obszarze Okręgu Korpusu Nr X.

## Jednostki i instytucje wojskowe stacjonujące na obszarze OK VI

### Wyższe dowództwa
- Inspektorat Armii Nr V we Lwowie (1921-1926)
- Inspektorat Jazdy Nr III we Lwowie (1921-1926 → Dowództwo 4 DK)
- Inspektorat Armii z siedzibą we Lwowie (1926-1939)
- Dowództwo Okręgu Korpusu Nr VI we Lwowie

### Wielkie jednostki, oddziały i pododdziały broni
Piechota
- Dowództwo 5 Dywizji Piechoty we Lwowie (1919-1939)
- Dowództwo 11 Karpackiej Dywizji Piechoty w Stanisławowie (1919-1939)
- Dowództwo 12 Dywizji Piechoty w Tarnopolu (1919-1939)
- batalion ciężkich karabinów maszynowych typu B
- batalion zapasowy 10 pułku piechoty w Lubaczowie (tymczasowo)
- batalion zapasowy 14 pułku piechoty w Jarosławiu (tymczasowo)
- batalion zapasowy 18 pułku piechoty w Krakowcu (tymczasowo)
- batalion zapasowy 19 pułku piechoty „Odsieczy Lwowa” we Lwowie
- batalion zapasowy 37 pułku piechoty w Przemyślu (tymczasowo)
- batalion zapasowy 38 pułku piechoty „Strzelców Lwowskich” w Przemyślu
- batalion zapasowy 39 pułku piechoty „Strzelców Lwowskich” w Jarosławiu
- batalion zapasowy 40 pułku piechoty „Strzelców Lwowskich” we Lwowie[2]

Kawaleria
- Dowództwo 4 Dywizji Kawalerii we Lwowie (1924-1930)
- Dowództwo VI Brygady Jazdy we Lwowie (1921-1924 → 6 SBK)
- Dowództwo 6 Samodzielnej Brygady Kawalerii w Stanisławowie (1924-1937 → Podolska BK)
- Dowództwo Podolskiej Brygady Kawalerii w Stanisławowie (1937-1939)
- Dowództwo XVI Brygady Kawalerii we Lwowie (1924-1930)
- 6 pułk Ułanów Kaniowskich w Stanisławowie
- 9 pułk Ułanów Małopolskich w Trembowli
- 14 pułk Ułanów Jazłowieckich we Lwowie
- 6 pułk strzelców konnych im. Hetmana Wielkiego Koronnego Stanisława Żółkiewskiego w Żółkwi
- 4 szwadron pionierów we Lwowie
- 6 szwadron pionierów w Stanisławowie
- 6 szwadron łączności w Stanisławowie

Artyleria
- 6 Grupa Artylerii we Lwowie (1929-1939)
- 6 pułk artylerii ciężkiej Obrońców Lwowa we Lwowie (1921-1939)
- 11 pułk artylerii polowej w Stanisławowie (1921-1930 → 11 pal)
- 11 Karpacki pułk artylerii lekkiej w Stanisławowie (1931-1939)
- 13 dywizjon artylerii konnej we Lwowie (od 1929 roku w Kamionce Strumiłowej)
- 6 dywizjon artylerii przeciwlotniczej we Lwowie
- bateria zapasowa 5 pułku artylerii polowej w Jarosławiu
- bateria zapasowa 5 pułku artylerii ciężkiej w Jarosławiu[3]

Wojska Samochodowe i Bronie Pancerne
- 6 dywizjon samochodowy we Lwowie (1921-1934)
- 6 batalion czołgów i samochodów pancernych we Lwowie (1934-1935)
- 6 batalion pancerny we Lwowie (1935-1939)

Saperzy
- Ośrodek Sapersko-Pionierski 11 Dywizji Piechoty w Stryju (1937-1939)
- Ośrodek Sapersko-Pionierski 12 Dywizji Piechoty w Tarnopolu (1937-1939)

Łączność
- kadra kompanii zapasowej VI batalionu telegraficznego we Lwowie

Lotnictwo
- 6 pułk lotniczy we Lwowie (1925-1939)

Wojska Taborowe (Tabory)
- 6 dywizjon taborów we Lwowie (1921-1925) → 6 Szwadron Taborów
- 6 szwadron taborów we Lwowie (1925-1931) → Kadra 6 Dywizjonu Taborów
- kadra 6 dywizjonu taborów we Lwowie (1931-1938) → w Jaworowie (1939)

Żandarmeria
- 6 Dywizjon Żandarmerii we Lwowie

### Oddziały i zakłady służb
Służba inżynieryjno-saperska
- Okręgowy Skład Inżynierii i Saperów Nr VI we Lwowie
- Rejonowe Kierownictwo Inżynierii i Saperów Lwów
- Rejonowe Kierownictwo Inżynierii i Saperów Stanisławów
- Rejonowe Kierownictwo Inżynierii i Saperów Tarnopol

Służba uzbrojenia
- Okręgowy Zakład Uzbrojenia Nr VI we Lwowie

Służba intendentury
- Okręgowy Zakład Gospodarczy Nr VI we Lwowie
- Okręgowy Zakład Mundurowy Nr VI we Lwowie
- Rejonowy Zakład Gospodarczy Tarnopol z siedzibą w Złoczowie
- Filia Rejonowego Zakładu Gospodarczego Tarnopol w Brzeżanach
- Rejonowy Zakład Gospodarczy Stanisławów
- Filia Rejonowego Zakładu Gospodarczego Stanisławów w Kołomyi

Służba zdrowia
- Okręgowy Szpital Nr VI we Lwowie → 6 Szpital Okręgowy

Kierownictwa rejonów sanitarnych zostały utworzone w listopadzie 1921 roku, natomiast ich likwidacja została przeprowadzona w kwietniu 1924 roku.
- Kierownictwo Rejonu Sanitarnego Lwów
- Kierownictwo Rejonu Sanitarnego Tarnopol
- Kierownictwo Rejonu Sanitarnego Stanisławów

- Szpital Rejonowy w Brzeżanach (1919-1925) → GICh
- Filia Szpitala Rejonowego Brzeżany w Złoczowie (1919-1926) → GICh
- Szpital Rejonowy w Tarnopolu → Szpital Wojskowy w Tarnopolu (do 1926) → GICh
- Filia Szpitala Rejonowego Tarnopol w Czortkowie (1920-1924)
- Szpital Rejonowy w Stanisławowie → Szpital Wojskowy w Stanisławowie (do 1929) → GICh

- Zakład Leczniczo-Protezowy dla Inwalidów we Lwowie (1921-1926)
  - komendant – płk lek. Juliusz Kolmer
- Wojskowy Szpital Sezonowy w Morszynie (1936-1939)

- 6 batalion sanitarny we Lwowie (1922-1931) → Kadra Zapasowa 6 Szpitala Okręgowego

- Garnizonowa Izba Chorych w Brzeżanach (1925-1931)
- Garnizonowa Izba Chorych w Stanisławowie (1929-1939)
- Garnizonowa Izba Chorych w Tarnopolu (1926-1927)
  - komendant – płk lek. Zdzisław Stobiecki (1926[5])
- Garnizonowa Izba Chorych w Złoczowie (1926-1931)
  - komendant – mjr lek. Józef Golicz (od VI 1926[6])

Służba weterynaryjna
- Kadra Okręgowego Szpitala Koni we Lwowie

#### Służba uzupełnień
22 maja 1919 roku Minister Spraw Wojskowych przydzielił niżej wymienione powiatowe komendy uzupełnień do kadr pułków piechoty:
- PKU Rawa Ruska do 19 pułku piechoty,
- PKU Przemyśl do 38 pułku piechoty,
- PKU Jarosław do 39 pułku piechoty,
- PKU Lwów do 40 pułku piechoty[7].

24 maja 1919 roku Minister Spraw Wojskowych ustanowił dwie powiatowe komendy uzupełnień w Samborze i w Stryju z tymczasową siedzibą w Drohobyczu, wyznaczył obszary działania poszczególnych PKU oraz podporządkował je Okręgowej Komendzie Uzupełnień we Lwowie z siedzibą w Przemyślu:
- PKU w Rawie Ruskiej dla 19 pułku piechoty (powiaty: gródecki, rawo-ruski, jaworowski, mościski, rudecki),
- PKU w Przemyślu dla 38 pułku piechoty (powiaty: przemyski, brzozowski, dobromilski),
- PKU w Jarosławiu dla 39 pułku piechoty (powiaty: jarosławski, niski, łańcucki, przeworski, cieszanowski),
- PKU we Lwowie dla 40 pułku piechoty (miasto Lwów, powiaty: lwowski, sokalski i żółkiewski oraz „te części byłej Galicji Wschodniej na północ od Dniestru, które znajdują się polskim posiadaniu”),
- PKU w Samborze (powiaty:samborski, starosamborski, drohobyski, turczański),
- PKU w Stryju z siedzibą w Drohobyczu (powiaty: stryjski, żydaczowski, kałuski, doliński, skolski, z zastrzeżeniem „o ile są w naszym posiadaniu”).

Reorganizacja miała być zakończona do 10 czerwca 1919 roku. W terminie późniejszym miano podać, które pułki piechoty będą uzupełniane przez PKU w Samborze i Stryju.
12 czerwca 1919 roku wydany został rozkaz D.M.O 3314.IV „Uzupełnienie rozkazu o zmianach PKU”
- Powiatowa Komenda Uzupełnień Brzeżany, czasowo z siedzibą we Lwowie, obejmująca powiaty: brzeżański, przemyślański, bóbrecki, rohatyński, podhajecki
- Powiatowa Komenda Uzupełnień Buczacz
- Powiatowa Komenda Uzupełnień Czortków
- Powiatowa Komenda Uzupełnień Kałusz
- Powiatowa Komenda Uzupełnień Kamionka Strumiłowa
- Powiatowa Komenda Uzupełnień Kołomyja I
- Powiatowa Komenda Uzupełnień Kołomyja II
- Powiatowa Komenda Uzupełnień Lwów, przeniesiona z Przemyśla i podporządkowana 12 VI 1919 DOGen. „Lwów”
- Powiatowa Komenda Uzupełnień Lwów-Miasto

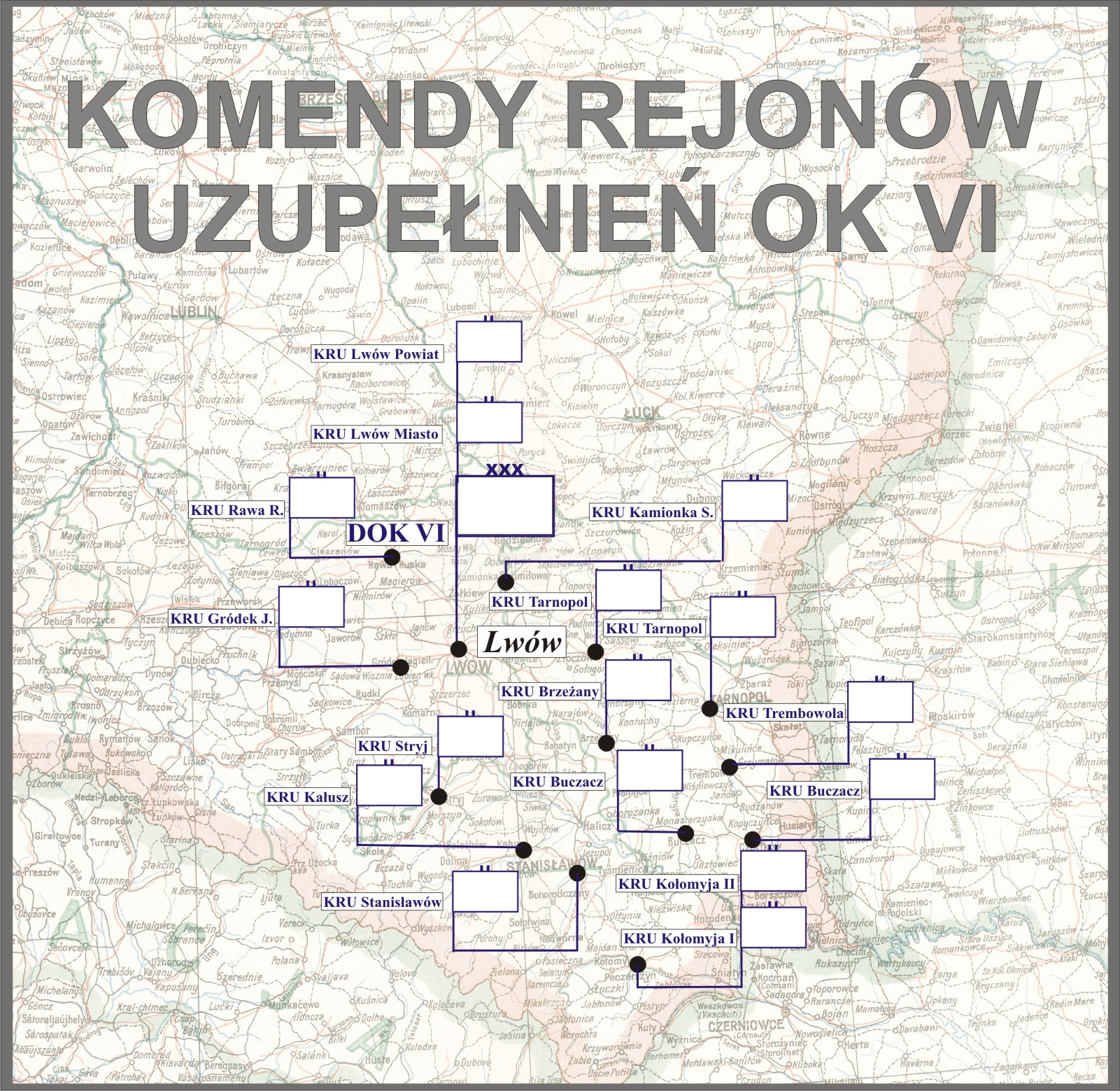
Komendy rejonów uzupełnień DOK VI

- Komenda Rejonu Uzupełnień Lwów-Miasto
- Powiatowa Komenda Uzupełnień Lwów-Powiat
- Komenda Rejonu Uzupełnień Lwów-Powiat
- Powiatowa Komenda Uzupełnień Rawa Ruska (od 12 VI 1919 PKU Gródek Jagielloński[10])
- Powiatowa Komenda Uzupełnień Gródek Jagielloński
- Powiatowa Komenda Uzupełnień Rawa Ruska
- Powiatowa Komenda Uzupełnień Stanisławów, czasowo z siedzibą w Stryju, obejmująca powiaty: stanisławowski, bohorodczański, tłumacki
- Powiatowa Komenda Uzupełnień Stanisławów
- Powiatowa Komenda Uzupełnień Sambor
- Powiatowa Komenda Uzupełnień Stryj, przeniesiona 12 VI 1919 z Drohobycza
- Powiatowa Komenda Uzupełnień Tarnopol
- Powiatowa Komenda Uzupełnień Złoczów

W latach 1928–1939:
- Komenda Rejonu Uzupełnień Brzeżany
- Komenda Rejonu Uzupełnień Buczacz
- Komenda Rejonu Uzupełnień Czortków
- Komenda Rejonu Uzupełnień Gródek Jagielloński
- Komenda Rejonu Uzupełnień Kałusz
- Komenda Rejonu Uzupełnień Kamionka Strumiłowa
- Komenda Rejonu Uzupełnień Kołomyja I
- Komenda Rejonu Uzupełnień Kołomyja II
- Komenda Rejonu Uzupełnień Lwów Miasto
- Komenda Rejonu Uzupełnień Lwów Powiat
- Komenda Rejonu Uzupełnień Rawa Ruska
- Komenda Rejonu Uzupełnień Stanisławów
- Komenda Rejonu Uzupełnień Stryj
- Komenda Rejonu Uzupełnień Tarnopol
- Komenda Rejonu Uzupełnień Złoczów

w 1939 roku miała zostać utworzona
- Komenda Rejonu Uzupełnień Trembowla

Służba remontu
Służba sprawiedliwości
- Sąd Wojskowy Okręgu Generalnego we Lwowie → Wojskowy Sąd Okręgowy Nr VI we Lwowie
- Prokuratura przy Wojskowym Sądzie Okręgowym we Lwowie → Wojskowa Prokuratura Okręgowa Nr 6
- Wojskowe Więzienie Śledcze Nr VI we Lwowie → Wojskowe Więzienie Śledcze Nr 6 we Lwowie
- Wojskowy Sąd Rejonowy we Lwowie
- Wojskowy Sąd Rejonowy w Stanisławowie
- Wojskowy Sąd Rejonowy w Tarnopolu
- Wojskowe Więzienie Karne w Stanisławowie

Służba duszpasterska
- Kierownictwo Rejonu Duszpasterstwa Katolickiego Lwów
  - kierownik - ks. starszy kapelan Ludwik Bombas (1923-1924)
- Kierownictwo Rejonu Duszpasterstwa Katolickiego Stanisławów
  - kierownik - ks. starszy kapelan Jan Kossowski (1923)
  - kierownik - ks. starszy kapelan Jan Leon Ziółkowski (1924)
- Kierownictwo Rejonu Duszpasterstwa Katolickiego Tarnopol
  - kierownik - ks. starszy kapelan Roman Dadaczyński (1923-1924)
- Kapelani garnizonów wyznania rzymskokatolickiego
  - garnizonu Brzeżany - ks. kapelan Jan Motyka (1923), wakat (1924)
  - garnizonu Czortków (od 1924 roku - Czortków-Trembowla) - wakat (1923-1924)
  - garnizonu Gródek Jagielloński (od 1924) - wakat
  - garnizonu Kamionka Strumiłowa - ks. kaplan Antoni Kosiba (1923)
  - garnizonu Kołomyja - ks. kapelan Józef Czach (1924)
  - garnizonu Stryj (od 1924 roku - Stryj-Sambor) - ks. kapelan Walenty Turzyński (1923-1924)
  - garnizonu Złoczów - ks. kapelan Edmund I Nowak (1923-1924)
  - garnizonu Lwów-Łyczaków - ks. starszy kapelan Ludwik Bombas (1924)
  - garnizonu Lwów-Cytadela - wakat (1924)
  - garnizonu Lwów-Zamarstynów - ks. starszy kapelan Albin Mydlarz (1924)
  - garnizonu Stanisławów - ks. starszy kapelan Jan Leon Ziółkowski (1924)
  - garnizonu Tarnopol - ks. starszy kapelan Roman Dadaczyński (1924)
- Kapelani garnizonów wyznania greckokokatolickiego
  - garnizonu Lwów -
- Kapelan wyznania prawosławnego - ks. Andrzej Jacyszyn

### Władze lokalne i garnizonowe
- Komenda Miasta Lwów
  - komendant - ppłk dypl. piech. Zygmunt Kuczyński (od 1932)
- Komenda Placu Lwów
  - komendant - mjr piech. Edward Seweryn Jan Magiera (do 8 IX 1931 → p.o. komendanta PKU Królewska Huta[11])
  - komendant - ppłk dypl. piech. Zygmunt Kuczyński (20 IX 1931[12] - 1932)
- Komendant Placu Stanisławów - mjr piech. Kazimierz III Wróblewski (1932)
- Komendant Placu Stryj - mjr piech. Mieczysław Chyżyński (1932)
- Komendant Placu Tarnopol - mjr piech. Korneli Bogotko (1932)
- Komendant Placu Złoczów - mjr piech. Aleksander Strzelecki (1932)
- Komenda Obozu Ćwiczeń Pohulanka - mjr art. Stanisław Eugeniusz Budzianowski (27 IV 1929 - 1932[13])

### Obrona Narodowa
- Dowództwo Lwowskiej Brygady Obrony Narodowej we Lwowie (1937-1939)
- Dowództwo Karpackiej Półbrygady Obrony Narodowej w Stanisławowie (1937-1939)
- I Lwowski batalion ON we Lwowie
- II Lwowski batalion ON w Gródku Jagiellońskim
- Brzeżański batalion ON w Brzeżanach
- Sokalski batalion ON w Sokalu
- Tarnopolski batalion ON w Tarnopolu
- Stryjski batalion ON w Stryju
- Stanisławowski batalion ON w Stanisławowie
- I Huculski batalion ON w Kołomyi
- II Huculski batalion ON w Kołomyi

### Szkoły wojskowe
- Szkoła Oficerska Wojsk Taborowych we Lwowie
- Szkoła Podchorążych Rezerwy Piechoty Nr 6 w Zaleszczykach (1927-1928)
- batalion podchorążych rezerwy piechoty nr 6 w Zaleszczykach (1928-1929)
- batalion podchorążych rezerwy piechoty nr 6A w Rawie Ruskiej (VIII 1928 – VII 1929)
- Dywizyjny Kurs Podchorążych Rezerwy 5 DP przy 19 Pułku Piechoty Odsieczy Lwowa we Lwowie
- Dywizyjny Kurs Podchorążych Rezerwy 11 DP przy 48 Pułku Piechoty Strzelców Kresowych w Stanisławowie
- Dywizyjny Kurs Podchorążych Rezerwy 12 DP przy 54 Pułku Piechoty Strzelców Kresowych w Tarnopolu
- Szkoła Podchorążych Rezerwy Kawalerii Nr 4 przy 4 DK we Lwowie (1924-1925) i w Zaleszczykach (1925-1926)
- Szkoła Podoficerów Zawodowych Kawalerii we Lwowie, a następnie w Jaworowie (1926-1931)
- Korpus Kadetów Nr 1 im. Marszałka Józefa Piłsudskiego we Lwowie (1921-1939)